# Jafet Soto
Jafet Soto Molina (San José, 1º aprile 1976) è un ex calciatore costaricano, di ruolo centrocampista.

## Carriera

### Club
Debutta in Messico col Morelia nella stagione 1995-1996. Il Verano 1998 lo giocò con l'Atlante e per l'Invierno 1998 fu venduto al Pachuca. Nell'Invierno 1999 passò alla squadra della Franja, e nell'Invierno 2000 ai Tecos. Quindi passa dal Morelia al Puebla. Nel Clausura 2003 non ha attività in Messico e giocò per l'Herediano. Per l'Apertura 2003 ritorna al Puebla. Lasciò recentemente il Real Salt Lake per ritornare all'Herediano.
Il 26 novembre 2008, dopo 15 anni di carriera il calciatore Jafet Soto annunciò il suo ritiro., assumendo l'incarico come direttore sportivo dell'Herediano.

### Nazionale
Ha partecipato ai Mondiali Under-20 del 1995, nei quali ha messo a segno un gol nella fase a gironi del torneo.
Soto è stato un membro della squadra Nazionale della Costa Rica con la quale ha giocato dal 1994 al 2005 e collezionato 63 presenze, è andato in competizione nella Coppa America 1997 e nella Gold Cup 2005, inoltre partecipò a diverse gare di qualificazione per il Mondiale di Corea-Giappone 2002 e di Germania 2006.